# Karimpur
Karimpur là một thị trấn thống kê (census town) của quận Nadia thuộc bang Tây Bengal, Ấn Độ.

## Địa lý
Karimpur có vị trí 23°58′B 88°37′Đ / 23,97°B 88,62°Đ Nó có độ cao trung bình là 15 mét (49 feet).

## Nhân khẩu
Theo điều tra dân số năm 2001 của Ấn Độ, Karimpur có dân số 9070 người. Phái nam chiếm 51% tổng số dân và phái nữ chiếm 49%. Karimpur có tỷ lệ 75% biết đọc biết viết, cao hơn tỷ lệ trung bình toàn quốc là 59,5%: tỷ lệ cho phái nam là 79%, và tỷ lệ cho phái nữ là 71%. Tại Karimpur, 10% dân số nhỏ hơn 6 tuổi.